# Rozejm moskiewski (1944)
Rozejm moskiewski (fiń. Moskovan välirauha, ros. Московское перемирие) – rozejm zawarty pomiędzy Finlandią z jednej strony a Związkiem Radzieckim i Wielką Brytanią z drugiej strony 19 września 1944 roku, kończący wojnę kontynuacyjną.
Rozejm przywrócił postanowienia traktatu moskiewskiego z 1940 roku, z kilkoma modyfikacjami. Ostateczny traktat pokojowy pomiędzy Finlandią a aliantami został podpisany w Paryżu w 1947 roku.

## Warunki rozejmu
Warunki rozejmu były podobne do tych, które uzgodniono w traktacie moskiewskim z 1940 roku: Finlandia została zobowiązana do zrzeczenia się części Karelii i Salli, a także niektórych wysp Zatoki Fińskiej. Ponadto, nowy rozejm oddawał również miasto Petsamo Związkowi Radzieckiemu, a następnie Finlandia została zmuszona do wydzierżawienia półwyspu Porkkala na okres pięćdziesięciu lat (ostatecznie obszar został zwrócony pod kontrolę rządu fińskiego po odwilży chruszczowowskiej w 1956 roku).
Inne warunki rozejmu obejmowały wypłatę przez Finlandię 300 milionów ówczesnych dolarów amerykańskich (4,4 miliarda dolarów według współczesnego przelicznika) na rzecz Związku Radzieckiego w postaci różnych towarów w ciągu sześciu lat jako formę reparacji wojennych. Finlandia zgodziła się również zalegalizować Komunistyczną Partię Finlandii (po dokonaniu pewnych zmian w jej statucie) i zakazać tych partii politycznych, które Związek Radziecki uważał za faszystowskie. Ponadto osoby uważane przez Sowietów za odpowiedzialne za wywołanie wojny musiały zostać aresztowane i postawione przed sądem; najbardziej znanym przypadkiem wykonania tego punktu porozumienia był proces byłego prezydenta Finlandii Risto Ryti. Rozejm moskiewski zmusił też Finlandię do wyparcia wojsk niemieckich z jej terytorium, co doprowadziło do rozpoczęcia kampanii wojennej w Laponii.